# Основная теорема аффинной геометрии
Основная теорема аффи́нной геометрии говорит, что биективное отображение евклидовой плоскости в себя, переводящее прямые в прямые, является аффинным преобразованием, то есть оно записывается в координатах как
{\displaystyle (x,y)\mapsto (a\cdot x+b\cdot y+v,c\cdot x+d\cdot y+w)}
для каких-то констант {\displaystyle a,b,c,d,v,w}.
В частности из теоремы следует, что любое такое отображение непрерывно.
Так называются и обобщения этого результата на пространства высших размерностей, а так же на векторные пространства над другими полями и телами.
Теорема имеет довольно простую формулировку, однако её доказательство длинно и неочевидно.

## Формулировка
Пусть {\displaystyle V} — векторное пространство над телом {\displaystyle K}, {\displaystyle V'} — векторное пространство над телом {\displaystyle K'}. Определим полулинейное отображение как отображение {\displaystyle f:V\rightarrow V'}, удовлетворяющее свойству
{\displaystyle f(\lambda x+\mu y)=\phi (\lambda )f(x)+\phi (\mu )f(y)\ \forall x,y\in V\ \forall \lambda ,\mu \in K,}
где {\displaystyle \phi } — изоморфизм тел {\displaystyle K} и {\displaystyle K'}.
Пусть {\displaystyle S} и {\displaystyle S'} — аффинные пространства, ассоциированные с {\displaystyle V} и {\displaystyle V'} соответственно.
Определим полуаффинное отображение как отображение {\displaystyle F:S\rightarrow S'}, удовлетворяющее свойству 
{\displaystyle F(A)-F(B)=f(A-B)\ \forall A,B\in S,}
где {\displaystyle f:V\rightarrow V'} — полулинейное отображение.
Основная теорема аффинной геометрии: пусть некоторое отображение {\displaystyle F:S\rightarrow S'} удовлетворяет следующим условиям:
- {\displaystyle \operatorname {dim} {{\texttt {<}}F(S){\texttt {>}}}\geq 2}
- Если {\displaystyle K,K'\neq \mathbb {Z} /2\mathbb {Z} }, то образ любой прямой прямая или точка
- Если {\displaystyle K=K'=\mathbb {Z} /2\mathbb {Z} }, то образ любой плоскости плоскость, прямая или точка

Тогда {\displaystyle F} — полуаффинное отображение.

## Вариации и обобщения
- Классической основной теоремой аффинной геометрии называют следствие приведённой выше теоремы для евклидовых пространств. Она формулируется так:

Биективное отображение евклидова пространства размерности не менее 2 в себя, переводящее прямые в прямые, является аффинным преобразованием.
Этот факт следует из того, что полуаффинные отображения между пространствами над полем {\displaystyle \mathbb {R} } являются аффинными, так как на {\displaystyle \mathbb {R} } есть только тривиальный автоморфизм.
- Более общий случай: если тела, над которыми определены пространства, имеют только тривиальный автоморфизм, то везде в формулировке можно заменить термин полуаффинное отображение на аффинное отображение.
- Теорема верна и в обратную сторону, доказательство этого сводится к свойству полулинейных отображений, гласящему, что подпространства переходят в подпространство. Таким образом, теорема устанавливает эквивалентность двух определений полуаффинного отображения.
- Если в формулировке дополнительно потребовать сюръективность {\displaystyle F}, конечномерность {\displaystyle S} и {\displaystyle S'}, а также совпадение их размерностей, то в случае {\displaystyle K,K'\neq \mathbb {Z} /2\mathbb {Z} } условие того, что образ прямой прямая или точка, можно ослабить до 3 коллинеарные точки переходят в 3 коллинеарные точки.[2]

## Применение
Основная теорема аффинной геометрии позволяет определить полуаффинные отображения на основе чисто геометрических свойств.
Такое определение часто используется в аксиоматических теориях, а определение данное в начале статьи доказывается как свойство.
Однако такое определение сопряжено с некоторыми трудностями, начиная со сложности доказательства эквивалентности двух разных определений и заканчивая невозможностью определить таким образом полуаффинные отображения с прямой или точкой в качестве образа.